# みんな大好き!
『みんな大好き!』（みんなだいすき）は、1983年10月10日から同年12月26日まで、日本テレビ系列の月曜スター劇場で放映されたテレビドラマである。全12話。

## 概要・内容
舞台は東京・新宿。主人公・高杉信吉は神奈川県の山奥のある所で鎌倉彫製作に励んでいたが、ある日、ビルの窓ふき会社を経営する大学の先輩・圭一に金を貸してもらえるよう呼び出され、新宿に出て来た。圭一は美川興業の社長とその部下・下塚から、借りた四百万円を全て返してもらうよう脅されていたのだった。信吉は圭一に頼み込まれる形で、その窓ふき会社の社長に就任、そして新宿の路地で出会い頭に衝突した富士子とも、後にある所で突然再会する。様々な問題に直面しながらも、明るく生きる信吉たちの姿を描いた。

## キャスト
- 高杉信吉：三浦友和
- 内藤富士子：坂口良子
- まりか：美保純
- 香織：森下愛子
- 美川興業社長：津川雅彦
- 下塚健太郎：三浦洋一
- 恭平：佐藤浩市
- 吉本圭一：尾藤イサオ
- 佐渡山はるみ：山岡久乃 - 佐渡山ビル副社長
- 花井：中村好男
- 本田順一：中垣克麻（子役）
- 岩田刑事：由利徹
- 大坂志郎
- 坊屋三郎
- 本田：川西健司 - 順一の父で、全国にチェーン店を持つスーパーの社長（第8話ゲスト）
- 富田義人：加藤和夫（第9話ゲスト）
- 富田民人：尾口康生 - 富田義人の息子（第9話ゲスト）

## スタッフ
- 脚本：那須真知子、塩田千種
- 演出：篠木為八男、吉野洋、宮崎洋、斎藤三朗
- 製作：日本テレビ

## 主題歌
『ハート 〜降っても晴れても〜』 歌：高樹澪 （作詞・作曲：甲斐よしひろ）

## サブタイトル
| 話数 | 放送日         | サブタイトル                 | 演出       |
| ---- | -------------- | ---------------------------- | ---------- |
| 1    | 1983年10月10日 | 悪人が多い町だ               | 篠木為八男 |
| 2    | 10月17日       | 地上25mの戦いだ              | 篠木為八男 |
| 3    | 10月24日       | 足の指切ってつぐなうのだ     | 吉野洋     |
| 4    | 10月31日       | 愛すれど一人ぼっちなのだ     | 篠木為八男 |
| 5    | 11月7日        | このトラブルは俺が片づけるぞ | 宮崎洋     |
| 6    | 11月14日       | 女がアパートのカギをくれた   | 斎藤三朗   |
| 7    | 11月21日       | 強者に勝つにはこの手しかない | 篠木為八男 |
| 8    | 11月28日       | どっちがこの子の父親なのだ   | 宮崎洋     |
| 9    | 12月5日        | あるお気楽親子の墓           | 斎藤三朗   |
| 10   | 12月12日       | 新宿人生劇場・激怒編         | 篠木為八男 |
| 11   | 12月19日       | 新宿人生劇場・哀愁編         | 宮崎洋     |
| 12   | 12月26日       | 新宿人生劇場・完結編         | 篠木為八男 |